# Bairro da Jamaica

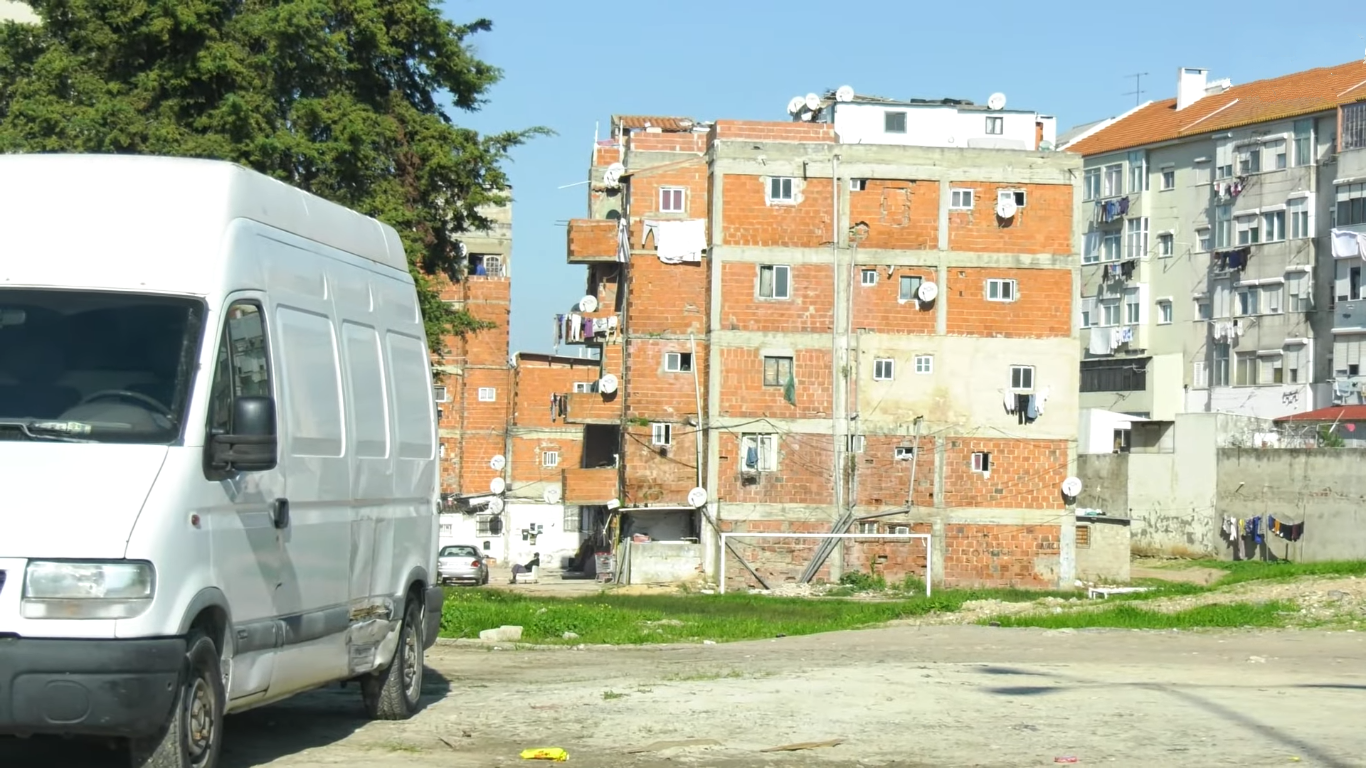
Vista do Bairro da Jamaica em Janeiro de 2022

O Bairro da Jamaica (oficialmente, a Urbanização do Vale de Chícharos) foi um núcleo habitacional de construções ilegais, sito no Fogueteiro, localidade da freguesia de Amora, concelho do Seixal, em Portugal. O edificado, inacabado, devoluto e com perigosas condições de habitabilidade e salubridade, foi ocupado em sobrelotação por diversas famílias nomeadamente de imigrantes vindos de São Tomé e Príncipe, Guiné-Bissau, Angola e Cabo Verde, após a falência da empresa construtora que detinha o terreno.
7 de Fevereiro de 2024 saíram as últimas famílias do espaço, para dar lugar à demolição de todo o equipamento e à construção de um jardim ou creche e uma bolsa de estacionamento com mais de 80 lugares.

## História
O bairro de Vale de Chícharos surgiu na década de 1980. Com a falência da empresa construtora, a obra ficou por concluir, tendo os edifícios em várias fases de construção ficado abandonados e sem infraestruturas de saneamento e de energias eléctrica. O edificado foi progressivamente ocupado por dezenas de famílias maioritariamente oriundas dos PALOP, recorrendo a um processo de adaptação
autoconstrutiva.
Em 1993, a Câmara Municipal do Seixal elaborou um levantamento no âmbito do Programa Especial de Realojamento (PER), tendo sido recenseados 47 agregados familiares que foram realojados em 2002 no Bairro Social Municipal da Cucena. Em pouco tempo, os edifícios devolutos foram sendo novamente ocupados. No âmbito do processo de liquidação da massa insolvente da empresa construtora, o loteamento foi vendido em hasta pública em 2000 à sociedade Urbangol. Em 2004, foi assinado um acordo de colaboração entre a Urbangol e a Câmara Municipal do Seixal para se proceder ao realojamento das famílias e posterior requalificação urbanística daquela área numa acção concertada entre a empresa e o município, mas os objetivos preconizados não foram concretizados.
No dia 20 de Janeiro de 2019, um vídeo amador mostrando uma intervenção policial no Bairro da Jamaica é publicado na rede social Facebook e este é, depois, veiculado em vários órgãos de comunicação social. Os autores do vídeo falam em racismo e em violência policial; o caso ganha grandes proporções junto da opinião pública.
Durante um debate televisivo na campanha para as eleições presidenciais de 2021, André Ventura exibiu a fotografia de uma visita que o Presidente da República e candidato a reeleição Marcelo Rebelo de Sousa fizera ao Bairro da Jamaica dois anos antes, posando junto de uma família de moradores, dizendo que o adversário político tinha preferido ir ao bairro confraternizar com "bandidos" em vez de visitar os agentes policiais agredidos e acusando estas pessoas de terem vindo para Portugal "viver do Estado social". A família Coxi, que figurava na fotografia exibida, desencadeou uma acção cível contra o dirigente partidário por "ofensas ilícitas ao direito à honra e à imagem". André Ventura viu a decisão da sua condenação e a ordem a que se retratasse publicamente confirmada por duas instâncias superiores (a Relação de Lisboa e o Supremo Tribunal de Justiça), cujos juízes concluíram que as declarações tinham uma "vertente discriminatória em função da cor da pele e da situação socioeconómica" dos Coxi; André Ventura será assim um dos raros condenados por crimes de ódio no país nos últimos anos.